# Jean-Carles Grelier
Pour les articles homonymes, voir Grelier.
Jean-Carles Grelier, né le 15 mars 1966 au Mans, est un avocat et homme politique français. Il est député de la 5e circonscription de la Sarthe depuis 2017. Spécialiste des questions de santé, il est membre de la Commission des affaires Sociales de l'Assemblée nationale.

## Éléments personnels
Avocat de formation, il prête serment en 2001. Avocat à la Cour, il exerce notamment en droit hospitalier et droit des collectivités locales.

## Parcours politique
Il commence sa carrière politique au conseil général de la Sarthe, puis au ministère de de l'Enseignement supérieur et de la Recherche, où il travaille auprès de François Fillon. Adjoint au maire dès 2001, Jean-Carles Grelier devient maire de La Ferté-Bernard en 2008 (2008-2017).
Depuis 2015, il est conseiller départemental de la Sarthe (canton de la Ferté Bernard) et ancien vice-président du conseil départemental de la Sarthe.
De 2007 à 2015, il siège au conseil régional des Pays de la Loire. Membre de la commission permanente, il fut secrétaire de l'assemblée régionale.
Ancien membre de l’UDF et issu du Mouvement des jeunes giscardiens (MJG), Jean-Carles Grelier se réclame d'une « droite libérale, sociale et européenne ».
Suppléant du député Dominique Le Mèner dès 2002, il succède à ce dernier lors des élections législatives de juin 2017. Sous l'étiquette du parti Les Républicains, il l'emporte au second tour avec 52,73% des votes.
En désaccord avec la ligne du parti, il quitte Les Républicains en 2017. Le 16 février 2018, il est nommé porte-parole du parti Soyons libres, fondé par Valérie Pécresse[réf. nécessaire].
Il rejoint La République en marche pour les élections législatives de 2022. Candidat à sa réélection, il est réélu député avec 59,51% des voix à l’issue du second tour du scrutin.
Il est réélu lors des élections législatives anticipées de 2024 avec 57,04 % des voix à l'issue du second tour du scrutin. N'acceptant pas la dissolution de l'Assemblée nationale par Emmanuel Macron, il quitte le groupe Renaissance pour rejoindre le groupe Les Démocrates.

## Publications
Jean-Carles Grelier est l'auteur de plusieurs ouvrages : "Nous nous sommes tant trompés ; plaidoyer pour l'avenir de la santé" (2020), "Et si Polybe avait raison, vers la fin de la démocratie ?" (2021).